# Stadion Olimpijski w Baku
Stadion Olimpijski w Baku (azer. Bakı Olimpiya Stadionu) – wielofunkcyjny stadion w stolicy Azerbejdżanu, Baku. Prace na terenie budowy stadionu rozpoczęły się już w czerwcu 2011 roku, choć układanie fundamentów rozpoczęto dopiero na początku 2013 roku. Otwarcie obiektu odbyło się w marcu 2015 roku. Nowy stadion mieści 69 870 widzów i jest największą tego typu areną w kraju. Obiekt był areną I Igrzysk Europejskich w 2015 roku. Na obiekcie odbyły się cztery spotkania w ramach finałów Euro 2020. Stadion jest również organizatorem koncertów oraz podstawowym obiektem piłkarskiej reprezentacji Azerbejdżanu.
Położony jest nad jeziorem Böyükşor.